# Ejército de Tierra de Egipto
El Ejército de Tierra de Egipto (en árabe: القوات البرية المصرية‎) es el ejército terrestre de las Fuerzas Armadas de Egipto. Hasta la declaración de la República y la abolición de la monarquía el 18 de junio de 1953, se conocía como Ejército Real Egipcio.
Las Fuerzas Terrestres Egipcias están bajo el mando directo del Jefe de Estado Mayor de las Fuerzas Armadas. Para 2023, el ejército contaba con una dotación estimada de 310.000 efectivos, de los cuales aproximadamente entre 90.000 y 120.000 eran profesionales y el resto reclutas. Además, había 375.000 reservistas.

## Historia
El Ejército moderno fue establecido durante el reinado de Mehmet Alí (1805-1849). Durante la Segunda Guerra Mundial, Egipto permaneció neutral. En el siglo XX Egipto se enfrentó con el estado de Israel cinco veces en: (1948, 1956, 1967, 1970 y 1973). En 1956, durante la Crisis de Suez luchó contra las fuerzas del Reino Unido y de Francia. El Ejército de Egipto participó en el conflicto que enfrentó el país africano con Israel en la guerra de Yom Kipur de 1973. El Ejército del país del Nilo también participó en la guerra civil de Yemen del Norte y en la breve guerra líbia egipcia de julio de 1977. En 1991, un contingente del ejército egipcio fue enviado al emirato islámico de Kuwait para proteger la independencia de aquel país árabe durante la Guerra del Golfo. 

### Programa de misiles balísticos
El programa de misiles balísticos egipcio empezó a finales de los años 50 del siglo XX, después de la construcción de la base de lanzamiento y pruebas de misiles balísticos de Jabal Hamzah, una instalación que fue construida para llevar a cabo ensayos y pruebas de misiles balísticos de corto alcance.

### Inventario actual
El inventario de las fuerzas armadas egipcias incluye equipos de los Estados Unidos, Francia, Brasil, Reino Unido, la Unión Soviética y la República Popular de la China. El equipo de la Unión Soviética está siendo reemplazado progresivamente por equipos más modernos de los Estados Unidos, Francia y Gran Bretaña, una parte significativa de los cuales se construye bajo licencia en Egipto, como el tanque M1A1 Abrams. Esto que hace que Egipto sea lo mayor propietario en la región de tanques de batalla de última generación (después de Israel) y el segundo después de Siria en el caso de las generaciones de tanques más antiguos.

### Reclutamiento
Los reclutas para el ejército y las otras ramas de las fuerzas armadas que no disponen de un título universitario sirven tres años como soldados alistados. Los reclutas con un título de Educación Secundaria sirven dos años como personal alistado. Los reclutas con un título universitario sirven un año como personal alistado o tres años como oficial de reserva. Los oficiales del ejército son entrenados en la Academia Militar Egipcia.

## Estructura

### Primer Ejército
- Cuartel general (HQ): El Cairo

#### Primer Cuerpo de Ejército
- Base: Heliopolis
  - 1ª División de la Guardia Republicana
  - 24ª Brigada de Infantería mecanizada Independiente
  - 116.ª Brigada de Artillería
  - 117.ª Brigada de Artillería
  - 135.º Regimiento de Fuerzas especiales

#### Segundo Cuerpo de Ejército
- Base: Alejandría
  - 2ª División Mecanizada
  - 18.ª Brigada Blindada Independiente
  - 218.ª Brigada de Infantería Independiente
  - 118.ª Brigada de Artillería
  - 119.ª Brigada de Artillería
  - 129.º Regimiento de Fuerzas especiales

#### Tercer Cuerpo de Ejército
- Base: Assiut
  - 3ª División Mecanizada
  - 36.ª Brigada Blindada Independiente
  - 120.ª Brigada de Artillería
  - 121.ª Brigada de Artillería
  - 222.ª Brigada Aerotransportada

### Segundo Ejército

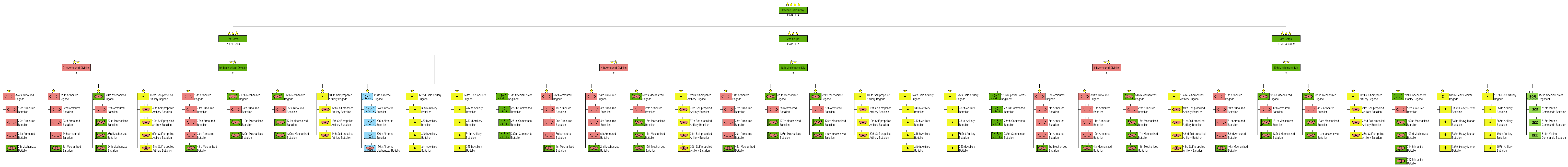
Mapa del Segundo Ejército.

- Cuartel General (HQ): Ismailiyah
- Mapa del Segundo Ejército.

#### Primer Cuerpo de Ejército
- Base: Puerto Saïd
- 21ª División Acorazada
- 7ª División Mecanizada
- 122ª Brigada de Artillería
- 123.ª Brigada de Artillería
- 117.º Regimiento de Fuerzas especiales

#### Segundo Cuerpo de Ejército
- Base: Ismailiyah
- 4.ª División Acorazada
- 18.ª División Mecanizada
- 124.ª Brigada de Artillería
- 125.ª Brigada de Artillería
- 123.er Regimiento de Fuerzas especiales

#### Tercer Cuerpo de Ejército
- Base: El Mansoura
- 6ª División Acorazada
- 19.ª División Mecanizada
- 219.ª Brigada Independiente de Infantería
- 815.ª Brigada de Morteros
- 126.ª Brigada de Artillería
- 153.er Regimiento de Fuerzas especiales

### Tercer Ejército

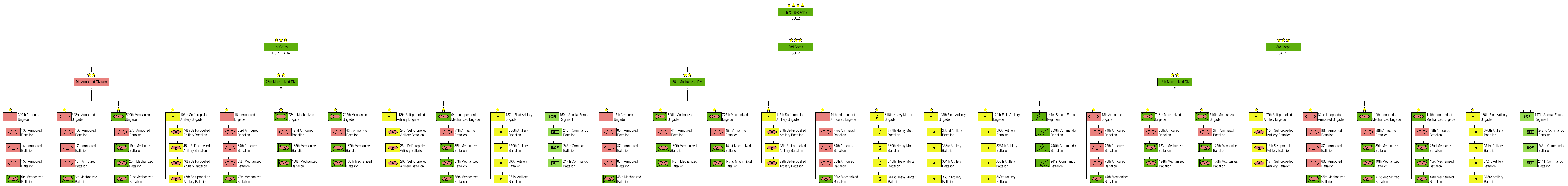
Mapa del Tercer Ejército.

Cuartel General (HQ): Suez

#### Primer Cuerpo de Ejército
- Base: Hurghada
- 9ª División Acorazada
- 23ª División de Infantería Mecanizada
- 94.ª Brigada Independiente Mecanizada
- 127.ª Brigada de Artillería
- 159.º Regimiento de Fuerzas especiales

#### Segundo Cuerpo de Ejército
- Base: Suez
- 36.ª División de Infantería Mecanizada
- 44.ª Brigada Blindada Independiente
- 816.ª Brigada de Morteros
- 128.ª Brigada de Artillería
- 129.ª Brigada de Artillería
- 141.er Regimiento de Fuerzas especiales

#### Tercer Cuerpo de Ejército
- Base: El Cairo
- 16.ª División de Infantería Mecanizada
- 82.ª Brigada Acorazada Independiente
- 110.ª Brigada Mecanizada Independiente
- 111.ª Brigada Mecanizada Independiente
- 130.ª Brigada de Artillería
- 147.º Regimiento de Fuerzas especiales

## Cuerpo Egipcio de Guardia Fronteriza
El Cuerpo de Guardia Fronteriza Egipcio es un cuerpo fronterizo militarizado subordinado al Ejército egipcio. Tiene la tarea de proteger las fronteras terrestres y marítimas de Egipto. El cuerpo está a cargo de proteger el Canal de Suez y detener el movimiento de inmigrantes ilegales, el contrabando, la trata de personas y el tráfico de narcóticos ilegales en el país de Egipto.

## Vehículos

### Automóviles blindados
| Modelo                | Imagen | Origen         | Tipo            | Versión      | Unidades |
| --------------------- | ------ | -------------- | --------------- | ------------ | -------- |
| Panthera              |        | Egipto         | Camión blindado | Panthera     | 2.000    |
| Panthera              | T6     | Egipto         | Camión blindado | 3.000        |          |
| Iveco VM90            |        | Italia         | Camión blindado | VM90         | 650      |
| Tiger Khader-120      |        | Egipto         | Camión blindado | Tiger Khader | 130      |
| Caimán                |        | Estados Unidos | Camión blindado | CAT II       | 468      |
| RG33                  |        | Estados Unidos | Camión blindado | RG33         | 450      |
| Renault Sherpa II     |        | Francia        | Camión blindado | Sherpa II    | 173      |
| International MaxxPro |        | Estados Unidos | Camión blindado | MaxxPro MRV  | 12       |
| BTR-152               |        | Rusia          | Camión blindado | BTR-152K     | 175      |
| Casspir               |        | Sudáfrica      | Camión blindado | Casspir      | -        |

### Bulldozers
| Modelo         | Imagen | Origen         | Tipo      | Unidades |
| -------------- | ------ | -------------- | --------- | -------- |
| Caterpillar D9 |        | Estados Unidos | Bulldozer | 250      |
| Caterpillar D7 |        | Estados Unidos | Bulldozer | 240      |
| M9ACE          |        | Estados Unidos | Bulldozer | 120      |
| PZM-2          |        | Ucrania        | Bulldozer | 48       |
| MDK-2M         |        | Rusia          | Bulldozer | 36       |

### Camiones
| Modelo        | Imagen      | Origen         | Tipo   | Versión     | Unidades |
| ------------- | ----------- | -------------- | ------ | ----------- | -------- |
| HETS          |             | Estados Unidos | Camión | M1070       | 249      |
| HETS          | M1070A1     | Estados Unidos | Camión | 46          |          |
| MTVR          |             | Estados Unidos | Camión | Modelo MK31 | 350      |
| MTVR          | Modelo MK36 | Estados Unidos | Camión | 250         |          |
| MTVR          | Modelo MK27 | Estados Unidos | Camión | 450         |          |
| MTVR          | Modelo Mk25 | Estados Unidos | Camión | 950         |          |
| MTVR          | Modelo Mk23 | Estados Unidos | Camión | 550         |          |
| MAZ           |             | Rusia          | Camión | Modelo 543  | 250      |
| HEMTT A4      |             | Estados Unidos | Camión | M978        | 75       |
| HEMTT A4      | M978A4      | Estados Unidos | Camión | 1           |          |
| HEMTT A4      | M984A4      | Estados Unidos | Camión | 1           |          |
| Ural          |             | Rusia          | Camión | Modelo 5323 | 550      |
| Ural          | Modelo 4320 | Rusia          | Camión | 3.500       |          |
| Ural          | Modelo 375  | Rusia          | Camión | 52.750      |          |
| ZIL           |             | Rusia          | Camión | Modelo 135  | 380      |
| ZIL           | Modelo 131  | Rusia          | Camión | 1.800       |          |
| M939          |             | Estados Unidos | Camión | Modelo M931 | 275      |
| M939          | Modelo M927 | Estados Unidos | Camión | 600         |          |
| M939          | Modelo M923 | Estados Unidos | Camión | 600         |          |
| M939          | Modelo M818 | Estados Unidos | Camión | 560         |          |
| M54           |             | Estados Unidos | Camión | M54         | 950      |
| FAP           |             | Serbia         | Camión | Modelo 2228 | 650      |
| FAP           | Modelo 2026 | Serbia         | Camión | 860         |          |
| FAP           | Modelo 1118 | Serbia         | Camión | 1.250       |          |
| Kraz          |             | Ucrania        | Camión | Modelo 6322 | 250      |
| Kraz          | Modelo 255  | Ucrania        | Camión | 850         |          |
| Scania SBA111 |             | Suecia         | Camión | SBA111      | 590      |
| Pegaso        |             | España         | Camión | Modelo 3046 | 9.850    |
| M35           |             | Estados Unidos | Camión | M35         | 1.050    |
| GAZ           |             | Rusia          | Camión | Modelo 66   | 5.100    |
| M1076         |             | Estados Unidos | Camión | M1076       | 70       |
| 635NL         |             | Estados Unidos | Camión | 635NL       | 249      |
| M970A1        |             | Estados Unidos | Camión | M970A1      | 175      |

### Carros de combate
| Modelo     | Imagen    | Origen         | Tipo   | Versión  | Unidades |
| ---------- | --------- | -------------- | ------ | -------- | -------- |
| M1 Abrams  |           | Estados Unidos | Tanque | M1A1     | 375      |
| M1 Abrams  | M1A2      | Estados Unidos | Tanque | 755      |          |
| M60 Patton |           | Estados Unidos | Tanque | M60A1    | 1.016    |
| M60 Patton | M60A3     | Estados Unidos | Tanque | 700      |          |
| T-80       |           | Rusia          | Tanque | T-80UK   | 14       |
| T-80       | T-80Uno   | Rusia          | Tanque | 20       |          |
| T-62       |           | Rusia          | Tanque | R.O.-162 | 500      |
| T-55       |           | Rusia          | Tanque | T-55B    | 840      |
| T-55       | Ramses II | Rusia          | Tanque | 260      |          |

### Transportes Blindados de Personal
| Modelo      | Imagen           | Origen          | Tipo                | Versión      | Unidades |
| ----------- | ---------------- | --------------- | ------------------- | ------------ | -------- |
| M113        |                  | Estados Unidos  | Transporte blindado | M113A2       | 2.320    |
| M113        | M577             | Estados Unidos  | Transporte blindado | 280          |          |
| M113        | M548             | Estados Unidos  | Transporte blindado | 275          |          |
| M113        | M981 FISTV       | Estados Unidos  | Transporte blindado | 72           |          |
| M113        | M901A3           | Estados Unidos  | Transporte blindado | 52           |          |
| BTR-50      |                  | Rusia           | Transporte blindado | BTR-50PKM    | 100      |
| BTR-50      | BTR-50PK         | Rusia           | Transporte blindado | 150          |          |
| BTR-50      | BTR-50           | Rusia           | Transporte blindado | 250          |          |
| OT-62 TOPAS |                  | República Checa | Transporte blindado | OT-62B       | 200      |
| OT-62 TOPAS | OT-62            | República Checa | Transporte blindado | 50           |          |
| Pegaso BMR  |                  | España          | Transporte blindado | BMR-600      | 260      |
| OT-64 SKOT  |                  | República Checa | Transporte blindado | OT-64        | 250      |
| BTR-60      |                  | Rusia           | Transporte blindado | BTR-60PB     | 200      |
| Fahd        |                  | Egipto          | Transporte blindado | Fahd 240 APC | 410      |
| Fahd        | Fahd 240 Medevac | Egipto          | Transporte blindado | 120          |          |
| Fahd        | Fahd 240 TD      | Egipto          | Transporte blindado | 454          |          |
| Fahd        | Fahd 240 ACP     | Egipto          | Transporte blindado | 16           |          |
| Fahd        | Fahd 280 IFV     | Egipto          | Transporte blindado | 1            |          |

### Vehículos de combate de infantería
| Modelo      | Imagen | Origen       | Tipo                | Versión | Unidades |
| ----------- | ------ | ------------ | ------------------- | ------- | -------- |
| EIFV        |        | Egipto       | Vehículo de combate | EIFV    | 1.200    |
| YPR-765 PRI |        | Países Bajos | Vehículo de combate | YPR-765 | 1.030    |
| BMP-1       |        | Rusia        | Vehículo de combate | BMP-1   | 220      |

### Vehículos de ingenieros
| Modelo   | Imagen | Origen         | Tipo                   | Unidades |
| -------- | ------ | -------------- | ---------------------- | -------- |
| M88      |        | Egipto         | Vehículo de ingenieros | 308      |
| M728 CEV |        | Estados Unidos | Vehículo de ingenieros | 72       |
| BTS-4.ª  |        | Rusia          | Vehículo de ingenieros | 52       |
| M578     |        | Estados Unidos | Vehículo de ingenieros | 48       |

### Vehículos de reconocimiento
| Modelo                                             | Imagen         | Origen                 | Tipo                       | Versión | Unidades |
| -------------------------------------------------- | -------------- | ---------------------- | -------------------------- | ------- | -------- |
| High Movility Multipurpose Wheeled Vehículo Humvee |                | Estados Unidos         | Vehículo de reconocimiento | M1151   | 1.040    |
| High Movility Multipurpose Wheeled Vehículo Humvee | M1114          | Estados Unidos         | Vehículo de reconocimiento | 375     |          |
| High Movility Multipurpose Wheeled Vehículo Humvee | M998           | Estados Unidos         | Vehículo de reconocimiento | 675     |          |
| High Movility Multipurpose Wheeled Vehículo Humvee | M1038          | Estados Unidos         | Vehículo de reconocimiento | 450     |          |
| High Movility Multipurpose Wheeled Vehículo Humvee | M1043          | Estados Unidos         | Vehículo de reconocimiento | 510     |          |
| High Movility Multipurpose Wheeled Vehículo Humvee | M996           | Estados Unidos         | Vehículo de reconocimiento | 150     |          |
| High Movility Multipurpose Wheeled Vehículo Humvee | M1043          | Estados Unidos         | Vehículo de reconocimiento | 140     |          |
| RG-32 Scout                                        |                | Sudáfrica              | Vehículo de reconocimiento | RG-32M  | 180      |
| BTR-40                                             |                | Rusia                  | Vehículo de reconocimiento | BTR-40  | 200      |
| BTR-40                                             | SPW-40Chs      | Rusia                  | Vehículo de reconocimiento | 30      |          |
| Nimr                                               |                | Emiratos Árabes Unidos | Vehículo de reconocimiento | Nimr    | -        |
| M274                                               |                | Estados Unidos         | Vehículo de reconocimiento | M274    | 1.500    |
| Clase G                                            |                | Alemania               | Vehículo de reconocimiento | Clase G | 3.910    |
| Jeep CJ                                            |                | Egipto                 | Vehículo de reconocimiento | Jeep CJ | 10.650   |
| M151                                               |                | Estados Unidos         | Vehículo de reconocimiento | M151    | 4.750    |
| Cadillac Gage Commando                             |                | Estados Unidos         | Vehículo de reconocimiento | V150    | 180      |
| Cadillac Gage Commando                             | Commando Scout | Estados Unidos         | Vehículo de reconocimiento | 112     |          |
| BRDM-2                                             |                | Rusia                  | Vehículo de reconocimiento | BRDM-1  | 100      |
| BRDM-2                                             | BDRM-2         | Rusia                  | Vehículo de reconocimiento | 200     |          |

### Vehículos de apoyo
| Modelo          | Imagen | Origen         | Tipo             | Unidades |
| --------------- | ------ | -------------- | ---------------- | -------- |
| M948            |        | Estados Unidos | Grúa remolcadora | 210      |
| Caterpillar 930 |        | Estados Unidos | Pala cargadora   | 270      |
| GSP-55          |        | Rusia          | Vehículo anfibio | 86       |
| Fahd            |        | Egipto         | Vehículo minador | 75       |

### Vehículos lanzapuentes
| Modelo         | Imagen | Origen         | Tipo                           | Unidades |
| -------------- | ------ | -------------- | ------------------------------ | -------- |
| MTU-20         |        | Rusia          | Vehículo lanzapuentes blindado | 56       |
| MT-55 KL       |        | Rusia          | Vehículo lanzapuentes blindado | 48       |
| M60A1 AVLB     |        | Estados Unidos | Vehículo lanzapuentes blindado | 36       |
| M104 Wolverine |        | Estados Unidos | Vehículo lanzapuentes blindado | 6        |

## Lanzacohetes

### Lanzacohetes múltiple
| Modelo         | Imagen  | Origen         | Tipo                  | Versión | Unidades | Alcance |
| -------------- | ------- | -------------- | --------------------- | ------- | -------- | ------- |
| M270           |         | Estados Unidos | Lanzacohetes múltiple | M270    | 45       | 70km    |
| Sakr 45        |         | Egipto         | Lanzacohetes múltiple | Sakr 45 | 20       | 70km    |
| K-136 Kooryong |         | Corea del Sur  | Lanzacohetes múltiple | K-136   | 36       | 36km    |
| BM-21          |         | Egipto         | Lanzacohetes múltiple | Sakr-36 | 50       | 36km    |
| BM-21          | Sakr-30 | Egipto         | Lanzacohetes múltiple | 130     | 30km     |         |
| BM-21          | Sakr-18 | Egipto         | Lanzacohetes múltiple | 72      | 20km     |         |
| BM-21          | BM-21   | Egipto         | Lanzacohetes múltiple | 215     | 20km     |         |
| BM-21          | Sakr-10 | Egipto         | Lanzacohetes múltiple | 50      | 10km     |         |
| BM-21          | Sakr-8  | Egipto         | Lanzacohetes múltiple | 48      | 10km     |         |
| BM-21          | Sakr-4  | Egipto         | Lanzacohetes múltiple | 120     | 10km     |         |
| BM-24          |         | Rusia          | Lanzacohetes múltiple | BM-24   | 48       | 11 km   |
| RM-51          |         | Rusia          | Lanzacohetes múltiple | RM-51   | 36       | 8 km    |
| Tipo 63        |         | Egipto         | Lanzacohetes múltiple | RL-812  | 96       | 9 km    |
| Tipo 63        | TLC     | Egipto         | Lanzacohetes múltiple | 250     | 8 km     |         |

### Lanzadores de misiles balísticos
| Modelo | Imagen | Origen | Tipo                    | Versión   | Unidades | Alcance |
| ------ | ------ | ------ | ----------------------- | --------- | -------- | ------- |
| Scud   |        | Egipto | Misil de corto alcance  | Project T | 90       | 450km   |
| Scud   | Scub B | Egipto | Misil de corto alcance  | -         | 300km    |         |
| Frog-7 |        | Egipto | Misil balístico táctico | Sakr 80   | 60       | 80km    |
| Frog-7 | Frog 7 | Egipto | Misil balístico táctico | 12        | 70km     |         |

## Defensas antiaéreas

### Baterías antiaéreas
| Modelo | Imagen | Origen | Tipo              | Calibre |
| ------ | ------ | ------ | ----------------- | ------- |
| ZPU    |        | Rusia  | Defensa antiaérea | 14.5mm  |
| ZU23   |        | Rusia  | Defensa antiaérea | 23mm    |

### Misiles tierra-aire
| Modelo         | Imagen | Origen         | Tipo              | Unidades | Calibre |
| -------------- | ------ | -------------- | ----------------- | -------- | ------- |
| Sakr Eye       |        | Egipto         | Misil tierra-aire | 2.500    | 72mm    |
| FIM-92 Stinger |        | Estados Unidos | Misil tierra-aire | 1.800    | 72mm    |
| Igla           |        | Rusia          | Misil tierra-aire | 600      | 72mm    |

## Artillería

### Artillería autopropulsada
| Modelo | Imagen  | Origen         | Tipo                                         | Versión | Unidades | Calibre |
| ------ | ------- | -------------- | -------------------------------------------- | ------- | -------- | ------- |
| M110   |         | Estados Unidos | Artillería autopropulsada                    | M110A2  | 144      | 203mm   |
| M109   |         | Egipto         | Artillería autopropulsada                    | M109A5  | 201      | 155mm   |
| M109   | M102A2  | Egipto         | Artillería autopropulsada                    | 420     |          | 155mm   |
| M109   | SPH 122 | Egipto         | Artillería autopropulsada                    | 124     |          | 155mm   |
| M992   |         | Estados Unidos | Vehículo de apoyo con munición de artillería | AASV    | 250      | -       |
| M113   |         | Estados Unidos | Mortero autopropulsado                       | M106A2  | 150      | 107mm   |
| M113   | M125A2  | Estados Unidos | Mortero autopropulsado                       | 350     | 82mm     |         |

### Cañones
| Modelo  | Imagen | Origen | Tipo       | Versión | Unidades | Calibre |
| ------- | ------ | ------ | ---------- | ------- | -------- | ------- |
| S-23    |        | Rusia  | Artillería | S-23    | 24       | 180mm   |
| GH 52   |        | Egipto | Artillería | GH 52   | 400      | 155mm   |
| D-20    |        | Rusia  | Artillería | D-20    | 144      | 152mm   |
| M-46    |        | Egipto | Artillería | M46     | 420      | 130mm   |
| Tipo 59 |        | China  | Artillería | Tipo 59 | 150      | 130mm   |
| D-30    |        | Egipto | Artillería | D-30M   | 156      | 122mm   |

### Morteros
| Modelo      | Imagen | Origen         | Tipo    | Unidades | Calibre |
| ----------- | ------ | -------------- | ------- | -------- | ------- |
| M240        |        | Rusia          | Mortero | 24       | 240mm   |
| 2B11 Sane   |        | Rusia          | Mortero | 300      | 120mm   |
| Helwan UK-2 |        | Egipto         | Mortero | 600      | 120mm   |
| Helwan M-69 |        | Egipto         | Mortero | 1.250    | 82mm    |
| M224        |        | Estados Unidos | Mortero | 1.800    | 60mm    |

## Armas antitanque

### Cañones sin retroceso
| Modelo | Imagen | Origen         | Tipo                | Unidades | Calibre |
| ------ | ------ | -------------- | ------------------- | -------- | ------- |
| M40    |        | Estados Unidos | Cañón sin retroceso | -        | 105mm   |
| SPG9   |        | Rusia          | Cañón sin retroceso | 3.000    | 73mm    |
| B10    |        | Rusia          | Cañón sin retroceso | 1.600    | 82mm    |
| B11    |        | Rusia          | Cañón sin retroceso | 1.800    | 107mm   |

### Granadas propulsadas por cohete
| Modelo  | Imagen | Origen         | Tipo                          | Unidades |
| ------- | ------ | -------------- | ----------------------------- | -------- |
| RPG-7   |        | Egipto         | Granada propulsada por cohete | 179.000  |
| M72 LAW |        | Estados Unidos | Granada propulsada por cohete | 5.000    |

### Misiles antitanque
| Modelo          | Imagen | Origen  | Tipo             | Unidades |
| --------------- | ------ | ------- | ---------------- | -------- |
| Milan II        |        | Francia | Misil antitanque | 220      |
| BMG-71 TOW      |        | Egipto  | Misil antitanque | 500      |
| AT-1 Snapper    |        | Rusia   | Misil antitanque | -        |
| AT-2 Swatter    |        | Rusia   | Misil antitanque | -        |
| AT-3 Sagger     |        | Rusia   | Misil antitanque | -        |
| AT-5 Spandrel   |        | Rusia   | Misil antitanque | -        |
| AT-13 Saxhorn 2 |        | Rusia   | Misil antitanque | -        |
| HJ-8            |        | Egipto  | Misil antitanque | -        |

## Armas de infantería

### Pistolas
| Modelo        | Origen | Tipo    | Imagen | Calibre |
| ------------- | ------ | ------- | ------ | ------- |
| Tokarev TT-33 | Rusia  | Pistola |        | 7.62mm  |
| Helwan        | Egipto | Pistola |        | 9mm     |
| Helwan 920    | Egipto | Pistola |        | 9mm     |

### Subfusiles
| Modelo | Origen   | Tipo     | Imagen | Calibre |
| ------ | -------- | -------- | ------ | ------- |
| MP5    | Alemania | Subfusil |        | 9mm     |
| UMP    | Alemania | Subfusil |        | 11.43mm |

### Carabinas
| Modelo  | Origen | Tipo     | Imagen | Calibre |
| ------- | ------ | -------- | ------ | ------- |
| Sig 552 | Suiza  | Carabina |        | 5.56mm  |

### Fusiles de asalto
| Modelo           | Origen          | Tipo            | Imagen | Calibre |
| ---------------- | --------------- | --------------- | ------ | ------- |
| Beretta AR 70/90 | Italia          | Fusil de asalto |        | 5.56mm  |
| AK47             | Ruso            | Fusil de asalto |        | 7.62mm  |
| Maadi            | Egipto          | Fusil de asalto |        | 7.62mm  |
| M16              | Estados Unidos  | Fusil de asalto |        | 5.56mm  |
| M4               | Estados Unidos  | Fusil de asalto |        | 5.56mm  |
| Sig Sauer SIG516 | Alemania        | Fusil de asalto |        | 5.56mm  |
| CZ-805 BREN      | República Checa | Fusil de asalto |        | 5.56mm  |
| Beretta ARX 160  | Italia          | Fusil de asalto |        | 5.56mm  |

### Cañones rotativos
| Modelo       | Origen         | Tipo           | Imagen | Calibre |
| ------------ | -------------- | -------------- | ------ | ------- |
| M134 Minigun | Estados Unidos | Cañón rotativo |        | 7.62mm  |

### Ametralladoras
| Modelo         | Origen         | Tipo                               | Imagen | Calibre |
| -------------- | -------------- | ---------------------------------- | ------ | ------- |
| RPD            | Rusia          | Ametralladora ligera               |        | 7.62mm  |
| FN Minimi      | Egipto         | Ametralladora ligera               |        | 7.62mm  |
| RPK            | Rusia          | Ametralladora ligera               |        | 7.62mm  |
| PKM            | Rusia          | Ametralladora de propósito general |        | 7.62mm  |
| M60            | Estados Unidos | Ametralladora de propósito general |        | 7.62mm  |
| FN MAGO        | Egipto         | Ametralladora de propósito general |        | 7.62mm  |
| SG-43 Goryunov | Rusia          | Ametralladora                      |        | 7.62mm  |
| DShK           | Rusia          | Ametralladora pesada               |        | 12.7mm  |
| NSV            | Rusia          | Ametralladora pesada               |        | 12.7mm  |
| Browning M2    | Estados Unidos | Ametralladora pesada               |        | 12.7mm  |

### Fusiles de francotirador
| Modelo                     | Origen         | Tipo                   | Imagen | Calibre |
| -------------------------- | -------------- | ---------------------- | ------ | ------- |
| PSG1                       | Alemania       | Fusil de francotirador |        | 7.62mm  |
| Accuracy International AWM | Reino Unido    | Fusil de francotirador |        | 7.62mm  |
| Dragunov SVD               | Rusia          | Fusil de francotirador |        | 7.62mm  |
| SIG Sauer SSG 3000 Patrol  | Suiza          | Fusil de francotirador |        | 7.62mm  |
| M40A3                      | Estados Unidos | Fusil de francotirador |        | 7.62mm  |
| M82                        | Estados Unidos | Fusil de francotirador |        | 12.7mm  |

### Lanzagranadas
| Modelo   | Origen         | Tipo                     | Imagen | Calibre |
| -------- | -------------- | ------------------------ | ------ | ------- |
| M79      | Estados Unidos | Lanzagranadas            |        | 40mm    |
| Maadi GL | Egipto         | Lanzagranadas            |        | 40mm    |
| MK19     | Egipto         | Lanzagranadas automático |        | 40mm    |

- Datos: Q6479134
- Multimedia: Army of Egypt / Q6479134

1. 1 2 3  International Institute for Strategic Studies (15 February 2023). The Military Balance 2023. London: Routledge. p. 320. ISBN 9781032508955.
2. ↑  «All According to Plan». Human Rights Watch. 17 August 2013. Archivado desde el original el 19 July 2015. Consultado el 15 August 2014. Parámetro desconocido |url-status= ignorado (ayuda)